# Polyperibola
Polyperibola es un género de foraminífero planctónico de la subfamilia Orbulininae, de la familia Globigerinidae, de la superfamilia Globigerinoidea, del suborden Globigerinina y del orden Globigerinida. Su especie tipo es Polyperibola christiani. Su rango cronoestratigráfico abarca el Tortoniense (Mioceno superior).

## Descripción
Polyperibola incluía foraminíferos planctónicos con conchas subesféricas, inicialmente trocoespiraladas globulares y un estadio final estreptoespiralado; sus cámaras eran inicialmente globulares, con crecimiento en tamaño rápido, y al menos la última cámara crecía en diferente plano cubriendp el lado umbilical; presentaba bullas y cámaras suplementarias que cubrían las suturas del lado espiral, tendiendo a ocultar las vueltas de espira previas; sus suturas intercamerales eran incididas, pero muchas estaban cubiertas por bullas; en el estadio trocoespiralado, la abertura era interiomarginal, umbilical, y con forma de ranura; en el estadio adulto, presentaba numerosas aberturas arqueadas en el margen de la última cámara tipo-bulla; las bullas y las cámaras suplementarias tenías aberturas infralaminares similares, todas ellas bordeadas por estrechos labios; presentan pared calcítica hialina, delgada, finamente perforada, y superficie punteada y espinosa (dejando bases de espinas como si fueran pústulas); la pared de las cámaras suplementarias y bullas eran más finas, más finamente perforadas y de apariencia traslúcida.

## Discusión
Clasificaciones posteriores han incluido Polyperibola en la familia Globigerinatellidae y en la superfamilia Globigerinitoidea.

## Paleoecología
Polyperibola incluía especies con un modo de vida planctónico, de distribución latitudinal tropical-subtropical, y habitantes pelágicos de aguas superficiales (medio epipelágico).

## Clasificación
Polyperibola incluye a la siguiente especie:
- Polyperibola christiani  †